# Joegoslavische partizanen

Vlag van de Joegoslavische partizanen tijdens de Tweede Wereldoorlog (1942)

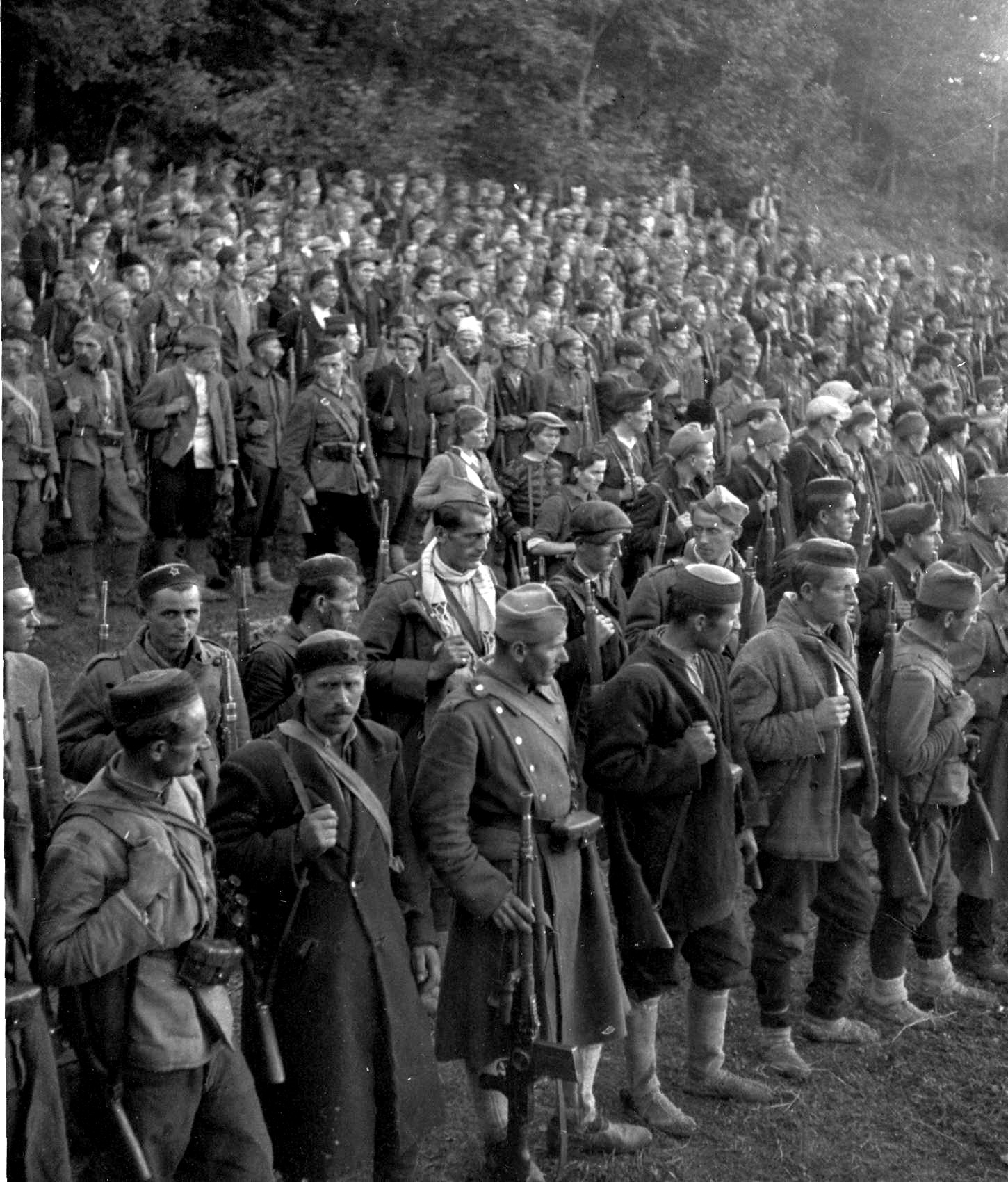
De vierde Montenegrijnse Proletarische Brigade en het eerste Krajina-detachement in 1942

De Joegoslavische partizanen, officieel het Volksbevrijdingsleger en Partizanen Detachementen van Joegoslavië  was een communistische organisatie van partizanen in Joegoslavië tijdens de Tweede Wereldoorlog.
Ze streden van 1941 tot 1945 tegen het fascisme van de bezetters uit nazi-Duitsland en fascistisch Italië, de Kroatische Ustašabeweging en later ook tegen de Servische nationalistisch-monarchistische Četniks.
Deze laatsten werden nog enige tijd met wapenleveranties gesteund door de geallieerden, totdat bekend werd dat deze ook wel gemene zaak maakten met de Duitsers. Daarop besloten de geallieerden de communistische partizanen te steunen.
Tot de Joegoslavische partizanen behoorden strijders uit alle Joegoslavische deelrepublieken en ook strijders uit de Sloveense bevolkingsgroep in Karinthië. Ze stonden onder leiding van Josip Broz Tito, die na de oorlog, tot 1980 de leider van Joegoslavië zou zijn. Ook andere Joegoslavische staatslieden uit diens gevolg die politieke kopstukken werden in de naoorlogse Joegoslavische Federatie, zoals Milovan Djilas en Edvard Kardelj kwamen voort uit de partizanenstrijd.
Op 22 juni 1941 werd in het bos Brezovica bij Sisak in Kroatië de eerste partizaneneenheid opgericht. Dit was de eerste antifascistische militaire eenheid van niet alleen Kroatië, maar ook van de rest van Zuid-Europa. Tegenwoordig wordt deze dag nog als Dag van de antifascistische Strijd gevierd in Kroatië.

## Misdaden
De Duitsers en de Italianen zagen tijdens de bezetting in 1941-1945 de partizanen als bandieten jegens wie het oorlogsrecht niet in acht hoefde te worden genomen. De Partizanen en hun rol werden na de oorlog gemythologiseerd in het socialistische Joegoslavië. Het benadrukken van de gezamenlijke strijd tegen de Duitse en Italiaanse bezetters vormde onder president Tito een belangrijk element van de staatsideologie. Ter bevordering van de bratstvo i jedinstvo (broederschap en eenheid) werden de onderlinge nationale en etnische twisten en daarbij gepleegde misdaden verdoezeld.
Overal in de voormalige Joegoslavische federatie zijn gedenkstenen en monumenten te vinden uit de periode onder Tito. Daarop wordt gememoreerd aan de strijd tegen de bezetters en de door deze jegens de bevolking gepleegde misdaden.
Het meest verzwegen werden de verdrijving van de Donau-Zwaben en Volksduitsers en de misdaden die de Joegoslavische partizanen tijdens de Tweede Wereldoorlog begingen, zoals de executies van Volksduitsers, Serviërs, Kroaten en Slovenen, onder meer bij het Bloedbad van Bleiburg.
Dit duistere hoofdstuk was een taboe gedurende de Socialistische Federale Republiek van Joegoslavië en creëerde een reactie in de vorm van nationalistische propaganda in de oorlogen in Joegoslavië in de jaren 90 van de 20e eeuw.